# Tora Sudiro
Tora Sudiro, född 10 maj 1973  som Tora Danang Sudiro i Jakarta är en indonesisk skådespelare.

## Filmografi
- 2005 – Janji Joni
- 2005 – Banyu Biru
- 2003 – Arisan!